# 法布瑞氏病
法布瑞氏病又称法布里病，是一种X连锁隐性遗传的溶酶体贮积病，由于GLA基因突变致使细胞溶酶体内鞘糖脂代谢异常且累积。它的命名來自於它的發現者之一，喬納斯·法布瑞（Johannes Fabry）。

## 病因
此病體內負責製造α-galactosidase（a-GAL）酵素的基因缺陷，造成體內醣神經胺醇脂質（glycosphingolipid）無法代謝，不斷堆積在細胞質及溶體中，而引發多處器官病變，且引起机体内一系列脏器的缺血性损害，嚴重時可能造成死亡。

## 症狀
此病的臨床症狀多變。患者在兒童或青年期，手腳末端會產生間歇性的疼痛或感覺異常，有些患者形容如火燒般劇痛，在高溫、季節變化、及運動後容易產生。經常被誤診為風濕病，關節炎，關節痛，生長痛或是心因性疼痛。

## 治療方式
目前採取酵素替代療法，讓患者兩週一次，注射α-galactosidase（a-GAL）酵素藥劑，可以有效緩解病情。

## 外部連結
- Fabry Disease Information Page （页面存档备份，存于） at NINDS
- Fabry disease （页面存档备份，存于） at NLM Genetics Home Reference
- Fabry Registry
- Stroke in young Fabry patients （页面存档备份，存于）
- Datagenno - Fabry Disease （页面存档备份，存于）

Support groups
- Focus on Fabry （页面存档备份，存于） by Shire
- Fabry Community （页面存档备份，存于） by Genzyme
- Fabry Support & Information Group (FSIG) （页面存档备份，存于）
- Fabry support at MPS Society （页面存档备份，存于）
- Canadian Fabry Association （页面存档备份，存于）
- National Fabry Disease Foundation, USA （页面存档备份，存于）
- Fabry Support Group Australia （页面存档备份，存于）
- Fabry Support Group Poland by Pietka